# Hector Hogan
Hector Dennis „Hec” Hogan (ur. 11 lipca 1931 w Rockhampton w stanie Queensland, zm. 2 września 1960 w Brisbane) – australijski lekkoatleta sprinter, medalista olimpijski z Melbourne.
Startował na igrzyskach Imperium Brytyjskiego i Wspólnoty Brytyjskiej w 1954 w Vancouver, gdzie zdobył brązowe medale w biegu na 100 jardów i w sztafecie 4 × 110 jardów, a także zajął 5. miejsce w biegu na 220 jardów i w skoku w dal.
Największy międzynarodowy sukces odniósł podczas igrzysk olimpijskich w 1956 w Melbourne zdobywając brązowy medal w biegu na 100 metrów. Na tych samych igrzyskach odpadł w ćwierćfinale biegu na 200 metrów i w półfinale sztafety 4 × 110 metrów. Na igrzyskach Imperium Brytyjskiego i Wspólnoty Brytyjskiej w 1958 w Cardiff zdobył brązowy medal w sztafecie 4 × 110 jardów, zajął 25. miejsce w skoku w dal oraz odpadł w półfinale biegu na 100 jardów.
Był rekordzistą Australii w skoku w dal (7,65 m osiągnięte 14 listopada 1953 w Brisbane) i dwukrotnie w sztafecie 4 × 110 metrów (do czasu 40,6 s uzyskanego 30 listopada 1956 w Melbourne), a także wyrównał rekord Australii w biegu na 100 metrów (10,4 s 17 grudnia 1955 w Melbourne).
Hogan był mistrzem Australii w biegu na 100 jardów w latach 1951–1957, w biegu na 220 jardów w 1954 i 1955 oraz w skoku w dal w 1953, a także brązowym medalistą na 100 jardów w 1950 i w skoku w dal w 1954.
Zmarł w 1960 na białaczkę.
Jego kuzyn Tom również był lekkoatletą.